# NGC 4116
NGC 4116 este o galaxie spirală situată în constelația Fecioara. A fost descoperită în 6 martie 1851 de către William Parsons, 3rd Earl of Rosse⁠(d). Se află la o distanță de 16 megaparseci de Pământ.